# Léthuin
Léthuin ist eine französische Gemeinde mit 240 Einwohnern (Stand: 1. Januar 2022) im Département Eure-et-Loir in der Region Centre-Val de Loire (bis 2015 Centre). Die Gemeinde gehört zum Arrondissement Chartres und zum 2017 gegründeten Gemeindeverband Portes Euréliennes d’Île-de-France. 

## Geografie
Léthuin liegt im Norden der Landschaft Beauce, 35 Kilometer ostsüdöstlich von Chartres und etwa 60 Kilometer südsüdöstlich von Paris. Umgeben wird Léthuin von den Nachbargemeinden Maisons im Norden und Nordwesten, Sainville im Norden und Nordosten, Vierville im Osten, Châtenay im Südosten, Gouillons im Süden, Mondonville-Saint-Jean im Südwesten sowie Morainville im Nordwesten.

## Bevölkerungsentwicklung
| Jahr                      | 1962 | 1968 | 1975 | 1982 | 1990 | 1999 | 2006 | 2013 |
| Einwohner                 | 127  | 118  | 115  | 97   | 146  | 159  | 203  | 220  |
| Quelle: Cassini und INSEE |      |      |      |      |      |      |      |      |

## Sehenswürdigkeiten
- Kirche Saint-Gervais-et-Saint-Protais

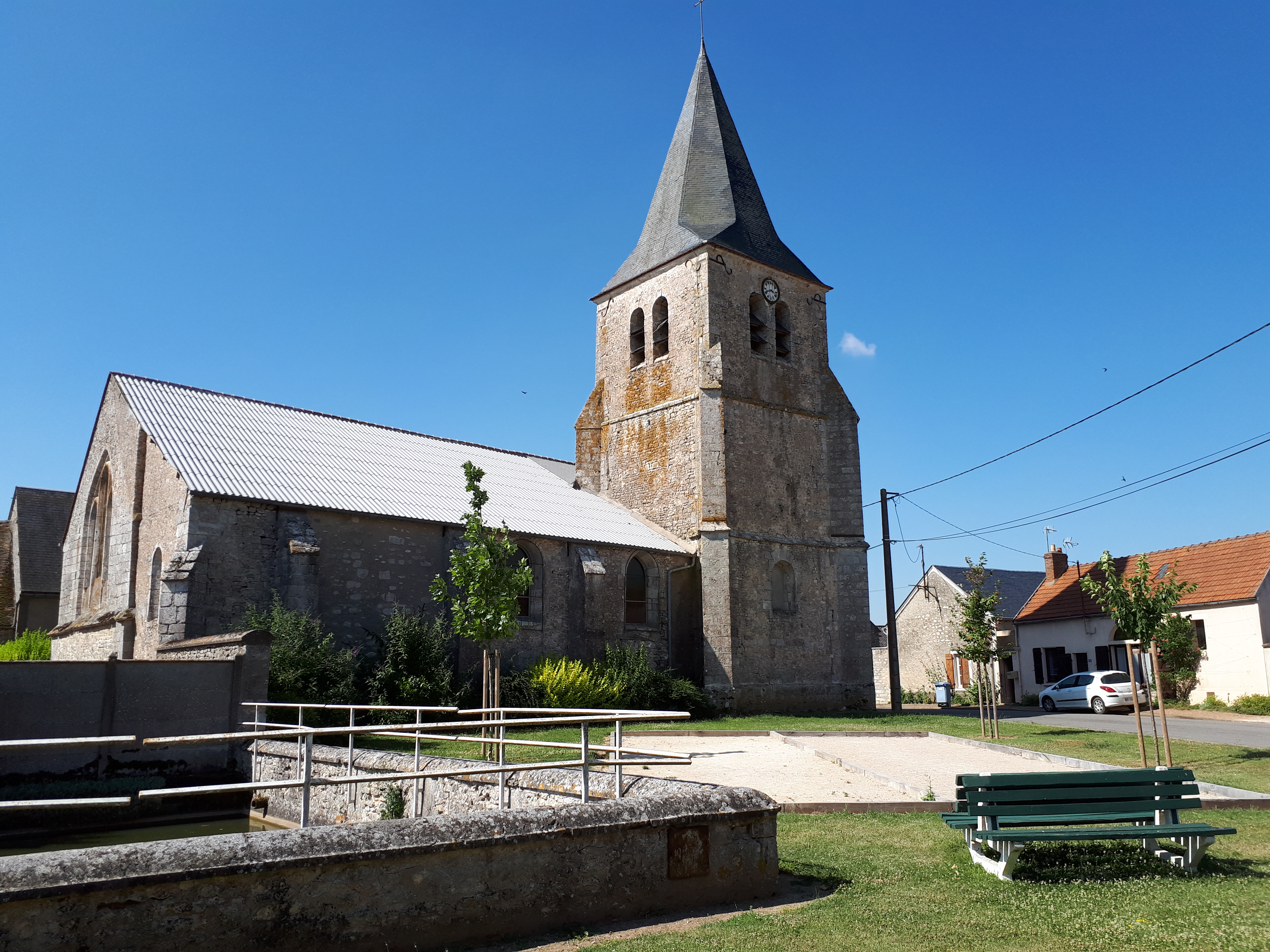
Kirche Saint-Gervais-et-Saint-Protais